# Cyclosorus albidipilosus
Cyclosorus albidipilosus är en kärrbräkenväxtart som först beskrevs av Roland Napoléon Bonaparte, och fick sitt nu gällande namn av Ren-Chang Ching. Cyclosorus albidipilosus ingår i släktet Cyclosorus och familjen Thelypteridaceae. Inga underarter finns listade.